# Spencer Dunkley
Spencer Earl Dunkley , (nacido el 05 de septiembre de 1969 en Wolverhampton, Inglaterra ) es un exjugador de baloncesto británico. Con 2.08 de estatura, su puesto natural en la cancha era el de pívot.

## Trayectoria
- Newark High School
- Universidad de Delaware (1989-1993)
- Long Island Surf (1993)
- Maccabi Tel Aviv (1993-1994)
- Avtodor Saratov (1994-1995)
- KBBK Gent (1995-1996)
- Connecticut Pride (1996)
- Limoges CSP (1996)
- Besançon BCD (1996-1998)
- Scandone Avellino (1998-1999)
- CB Valladolid (1999)
- Lugano Tigers (2000-2001)
- Scandone Avellino (2001)
- Viola Reggio Calabria (2001-2002)
- Aveiro Esgueira (2002)
- Maccabi Haifa (2002-2003)
- London Towers (2003-2004)